# Міжнародні відносини Гаяни
Після здобуття незалежності в 1966 році Гаяна прагнула відігравати впливову роль у міжнародних справах, особливо серед держав Третього світу та неприєднаних країн. Воно двічі входила до складу Ради Безпеки ООН (1975—76 та 1982—83). Колишній віце-президент, заступник прем'єр-міністра і генеральний прокурор Мохамед Шахабуддін 9 років пропрацював у Міжнародному суді (1987—96). 
Гаяна підтримує дипломатичні відносини з широкою низкою держав, які регулюються переважно через Міністерство закордонних справ. У столиці країни Джорджтауні мають представництва Європейський Союз, Міжамериканський банк розвитку, Програма розвитку ООН, Всесвітня організація охорони здоров'я і Організація американських держав.
У червні 2023 року Гаяну обрано непостійним членом Ради Безпеки ООН. Країна працюватиме в Раді упродовж двох років, починаючи з січня 2024 року.

## Регіональні відносини
Гаяна рішуче підтримує концепцію регіональної інтеграції. Країна відіграла важливу роль у заснуванні Карибського співтовариства та спільного ринку (CARICOM), але її статус найбіднішого члена організації обмежує її здатність проявляти лідерство в регіональній діяльності. На разі Гаяна намагається вести зовнішню політику, чітко дотримуючись консенсусу членів КАРІКОМ, особливо під час голосування в ООН, ОАД та інших міжнародних організаціях.

## Міжнародні суперечки
Вся місцевість на захід від річки Ессекібо якийсь час була предметом спору з боку Венесуели та Бразилії. Попри те, що 1899 року уряд у Каракасі не без опору, та все ж прийняв венесуельсько-гаянський кордон, він 1962 року відновив свої претензії на Гаяна-Ессекібо. Постійний спір із Гаяною має Суринам — йдеться про територію на схід від річки Верхній Курантин.
Станом на зараз давні територіальні спори з Гаяною мають дві сусідки. З XIX століття на більшу частину або і всю територію Гаяни, розташовану на захід від річки Ессекібо (62% гаянської території), претендує Венесуела. На зустрічі в Женеві 1966 року ці дві країни домовилися отримати від представника Генерального секретаря ООН рекомендації щодо шляхів мирного владнання спору. Дипломатичні контакти між двома країнами та представником генсека тривають. У грудні 2023 року президент Ніколас Мадуро закликав до публічного референдуму, у результаті якого влада Венесуели офіційно заявила про право власності на Ессекібо, що призвело до Гаянсько-венесуельської кризи 2023.
Сусідній Суринам також претендує на територію на схід від гаянської річки Нью-Рівер, здебільшого незаселені землі площею близько 15 000 км2 на південному сході Гаяни. Гаяна і Суринам також сперечалися за свої прибережні морські кордони. Ця суперечка спалахнула в червні 2000 року у відповідь на зусилля однієї канадської компанії бурити нафту за концесією Гаяни. Остання розцінює своє законне право на всю свою територію як безумовне. Одначе спір із Суринамом розв'язали в арбітражному порядку за Конвенцією ООН з морського права, оголосивши у вересні 2007 року рішенець на користь Гаяни.

## Злочинність
1993 року Гаяна ратифікувала Віденську конвенцію 1988 року про незаконний обіг наркотичних засобів і співпрацює з правоохоронними органами США в боротьбі з наркотиками. Гаяна також є членом Міжнародного кримінального суду (МКС), в силу чого має двосторонню угоду зі США, за якою зобов'язується у разі видачі на когось із американських військовиків ордеру МКС на арешт передавати таку особу владі США (як це передбачено статтею 98).
Гаяна вважається перевалювальним пунктом для наркотиків із Південної Америки, насамперед Венесуели, до Європи та Сполучених Штатів і виробником канабісу.

## Міждержавні відносини
Держави, з якими Гаяна має дипломатичні відносини:
| #   | Країна                   | Дата              |
| --- | ------------------------ | ----------------- |
| 1   | Беліз                    | невідомо          |
| 2   | Сент-Кіттс і Невіс       | невідомо          |
| 3   | Канада                   | 26 травня 1966    |
| 4   | Індія                    | 26 травня 1966    |
| 5   | Тринідад і Тобаго        | 26 травня 1966    |
| 6   | Велика Британія          | 26 травня 1966    |
| 7   | США                      | 15 серпня 1966    |
| 8   | Німеччина                | 2 вересня 1966    |
| 9   | Венесуела                | 25 листопада 1966 |
| 10  | Барбадос                 | 30 листопада 1966 |
| 11  | Італія                   | 12 квітня 1967    |
| 12  | Франція                  | 22 червня 1967    |
| 13  | Пакистан                 | 10 листопада 1967 |
| 14  | Сербія                   | 5 листопада 1968  |
| 15  | Бразилія                 | 18 грудня 1968    |
| 16  | Японія                   | 11 червня 1969    |
| 17  | Ямайка                   | 20 червня 1969    |
| 18  | Південна Корея           | 2 жовтня 1969     |
| 19  | Нідерланди               | 15 травня 1970    |
| 20  | Гвінея                   | 8 червня 1970     |
| 21  | Уганда                   | 21 липня 1970     |
| 22  | Гаїті                    | 6 жовтня 1970     |
| 23  | Ефіопія                  | 13 жовтня 1970    |
| 24  | Домініканська Республіка | 19 жовтня 1970    |
| 25  | Росія                    | 17 грудня 1970    |
| 26  | Колумбія                 | 18 грудня 1970    |
| 27  | Танзанія                 | 28 грудня 1970    |
| 28  | Кенія                    | грудень 1970      |
| 29  | Замбія                   | 11 лютого 1971    |
| 30  | Бельгія                  | 10 червня 1971    |
| 31  | Перу                     | 17 липня 1971     |
| 32  | Чилі                     | 22 липня 1971     |
| 33  | Єгипет                   | 10 вересня 1971   |
| 34  | Кіпр                     | 11 лютого 1972    |
| 35  | Бангладеш                | 24 березня 1972   |
| 36  | Польща                   | 10 червня 1972    |
| 37  | КНР                      | 27 червня 1972    |
| 38  | Ліван                    | 9 серпня 1972     |
| 39  | Аргентина                | 6 жовтня 1972     |
| 40  | Куба                     | 8 грудня 1972     |
| 41  | Мексика                  | 1 березня 1973    |
| 42  | Панама                   | 16 березня 1973   |
| 43  | Австрія                  | 3 квітня 1973     |
| 44  | Туреччина                | 2 травня 1973     |
| 45  | Австралія                | 14 травня 1973    |
| 46  | Сирія                    | 19 червня 1973    |
| 47  | Румунія                  | 20 червня 1973    |
| 48  | Багамські Острови        | 10 липня 1973     |
| 49  | Камбоджа                 | 5 вересня 1973    |
| 50  | Коста-Рика               | 17 квітня 1974    |
| 51  | Північна Корея           | 18 травня 1974    |
| 52  | Еквадор                  | 2 липня 1974      |
| 53  | Шрі-Ланка                | 14 липня 1974     |
| 54  | Нова Зеландія            | 1 вересня 1974    |
| 55  | Ірак                     | 22 вересня 1974   |
| 56  | Сьєрра-Леоне             | 25 жовтня 1974    |
| 57  | Ліберія                  | 11 листопада 1974 |
| 58  | В'єтнам                  | 19 квітня 1975    |
| 59  | Угорщина                 | 10 червня 1975    |
| 60  | Швеція                   | 16 червня 1975    |
| 61  | Мозамбік                 | 21 серпня 1975    |
| 62  | Ботсвана                 | 28 жовтня 1975    |
| 63  | Суринам                  | 25 листопада 1975 |
| 64  | Мальта                   | 12 березня 1976   |
| 65  | Чехія                    | 17 травня 1976    |
| 66  | Малайзія                 | 26 квітня 1976    |
| 67  | Нігерія                  | 2 серпня 1976     |
| 68  | Алжир                    | 20 вересня 1976   |
| 69  | Болгарія                 | 25 березня 1977   |
| 70  | Швейцарія                | 24 травня 1977    |
| 71  | Ангола                   | 24 липня 1977     |
| 72  | Домініка                 | 3 листопада 1978  |
| 73  | Португалія               | 5 грудня 1978     |
| 74  | Сент-Люсія               | 22 лютого 1979    |
| 75  | Фінляндія                | 2 квітня 1979     |
| 76  | Гана                     | 14 травня 1979    |
| 77  | Греція                   | 14 травня 1979    |
| 78  | Нігер                    | 25 червня 1979    |
| 79  | Норвегія                 | 2 серпня 1979     |
| 80  | Лесото                   | 25 серпня 1979    |
| 81  | Іспанія                  | 12 жовтня 1979    |
| 82  | Сент-Вінсент і Гренадини | 27 жовтня 1979    |
| 83  | Данія                    | 16 листопада 1979 |
| 84  | Монголія                 | 15 грудня 1979    |
| 85  | Гренада                  | лютий 1980        |
| 86  | Ємен                     | 14 червня 1980    |
| 87  | Зімбабве                 | 19 червня 1980    |
| 88  | Антигуа і Барбуда        | 3 лютого 1981     |
| 89  | Нікарагуа                | 23 листопада 1981 |
| 90  | Албанія                  | 1 травня 1985     |
| 91  | Уругвай                  | 3 червня 1985     |
| 92  | Іран                     | 6 вересня 1986    |
| 93  | Болівія                  | 12 березня 1987   |
| 94  | Буркіна-Фасо             | 23 вересня 1987   |
| 95  | Таїланд                  | 17 грудня 1987    |
| 96  | Бруней                   | 20 червня 1990    |
| 97  | Ізраїль                  | 9 березня 1992    |
| 98  | Гватемала                | 1 травня 1992     |
| 99  | Сальвадор                | 1 травня 1992     |
| 100 | Маврикій                 | 1 грудня 1992     |
| 101 | Гондурас                 | грудень 1992      |
| 102 | Словаччина               | 1 січня 1993      |
| 103 | Есватіні                 | 26 лютого 1993    |
| 104 | Сейшельські Острови      | 28 квітня 1993    |
| 105 | Мальдіви                 | 13 квітня 1994    |
| 106 | Парагвай                 | 14 квітня 1994    |
| 107 | Непал                    | 22 червня 1994    |
| 108 | ПАР                      | 4 листопада 1994  |
| 109 | Намібія                  | 13 листопада 1994 |
| 110 | ОАЕ                      | 6 лютого 1995     |
| 111 | Ліван                    | 2 березня 1995    |
| 112 | Кувейт                   | 17 серпня 1995    |
| 113 | Азербайджан              | 1 вересня 1995    |
| 114 | Оман                     | 17 січня 1996     |
| 115 | Катар                    | 23 серпня 1996    |
| 116 | Соломонові Острови       | 26 листопада 1996 |
| 116 | Естонія                  | 19 квітня 1997    |
| —   | Ватикан                  | 9 червня 1997     |
| 118 | Туркменістан             | 11 червня 1997    |
| 119 | Бахрейн                  | 19 листопада 1997 |
| 120 | Йорданія                 | 19 серпня 1998    |
| —   | Мальта                   | 19 травня 1999    |
| 121 | Індонезія                | 27 серпня 1999    |
| 122 | Ірландія                 | 2 лютого 2000     |
| 123 | Білорусь                 | 20 лютого 2000    |
| 124 | Україна                  | 15 листопада 2001 |
| 125 | Сінгапур                 | 19 вересня 2002   |
| 126 | Північна Македонія       | 22 вересня 2003   |
| 127 | Вірменія                 | 24 жовтня 2003    |
| 128 | Ісландія                 | 10 березня 2005   |
| 129 | Латвія                   | 16 березня 2005   |
| 130 | Хорватія                 | 25 вересня 2006   |
| 131 | Словенія                 | 20 квітня 2007    |
| 132 | Філіппіни                | 25 вересня 2008   |
| 133 | Люксембург               | 17 червня 2009    |
| 134 | Гамбія                   | 24 вересня 2009   |
| 135 | Сенегал                  | 10 листопада 2009 |
| 136 | Чорногорія               | 21 вересня 2011   |
| 137 | Литва                    | 25 січня 2012     |
| 138 | Саудівська Аравія        | 22 лютого 2012    |
| 139 | Грузія                   | 23 квітня 2012    |
| 140 | Тувалу                   | 28 вересня 2012   |
| 141 | Марокко                  | 14 грудня 2012    |
| 142 | Казахстан                | 15 січня 2013     |
| —   | Палестина                | 21 лютого 2013    |
| 143 | Боснія і Герцеговина     | 9 травня 2013     |
| —   | Косово                   | 13 червня 2013    |
| 144 | Молдова                  | 12 вересня 2013   |
| 145 | Фіджі                    | 8 грудня 2014     |
| 146 | Киргизстан               | 23 вересня 2016   |
| 147 | Сан-Марино               | 17 лютого 2019    |
| 148 | Руанда                   | 24 серпня 2022    |
| 149 | Таджикистан              | 19 вересня 2022   |
| 150 | Узбекистан               | 10 жовтня 2022    |
| 151 | Кабо-Верде               | 4 квітня 2023     |